# Saulges
Saulges est une commune française, située dans le département de la Mayenne en région Pays de la Loire, peuplée de 328 habitants.
La commune fait partie de la province historique du Maine, et se situe dans le Bas-Maine.

## Géographie
Le village construit en bordure d'une gorge creusée par la rivière l'Erve est blotti entre des falaises hautes de vingt-cinq mètres. En contrebas, le cours d'eau a façonné un important réseau de grottes. Étudié de près par les archéologues du monde entier, le site n'a pas encore livré tous ses secrets. Rien qu'en 2011, une dent vieille d'au moins 500 000 ans a été découverte, signe que la présence humaine pourrait remonter ici au Paléolithique inférieur, première période de la Préhistoire. Fiers de leur patrimoine, les villageois se sont totalement appropriés les lieux. Classé Natura 2000, le site abrite aussi des espèces devenues rares comme le grand rhinolophe, une chauve-souris sédentaire, ou le grand capricorne, le coléoptère le plus imposant de la faune française.

### Climat
Pour des articles plus généraux, voir Climat des Pays de la Loire et Climat de la Mayenne.
En 2010, le climat de la commune est de type climat océanique dégradé des plaines du Centre et du Nord, selon une étude du CNRS s'appuyant sur une série de données couvrant la période 1971-2000. En 2020, Météo-France publie une typologie des climats de la France métropolitaine dans laquelle la commune est exposée à un climat océanique et est dans la région climatique  Moyenne vallée de la Loire, caractérisée par une bonne insolation (1 850 h/an) et un été peu pluvieux. 
Pour la période 1971-2000, la température annuelle moyenne est de 11,3 °C, avec une amplitude thermique annuelle de 13,8 °C. Le cumul annuel moyen de précipitations est de 744 mm, avec 12,1 jours de précipitations en janvier et 6,7 jours en juillet. Pour la période 1991-2020, la température moyenne annuelle observée sur la station météorologique de Météo-France la plus proche, sur la commune de Saint-Georges-le-Fléchard à 10 km à vol d'oiseau, est de 11,8 °C et le cumul annuel moyen de précipitations est de 798,7 mm,. Pour l'avenir, les paramètres climatiques de la commune estimés pour 2050 selon différents scénarios d'émission de gaz à effet de serre sont consultables sur un site dédié publié par Météo-France en novembre 2022.

## Urbanisme

### Typologie
Au 1er janvier 2024, Saulges est catégorisée commune rurale à habitat très dispersé, selon la nouvelle grille communale de densité à sept niveaux définie par l'Insee en 2022.
Elle est située hors unité urbaine et hors attraction des villes,.

### Occupation des sols
L'occupation des sols de la commune, telle qu'elle ressort de la base de données européenne d’occupation biophysique des sols Corine Land Cover (CLC), est marquée par l'importance des territoires agricoles (96,9 % en 2018), en diminution par rapport à 1990 (99,1 %). La répartition détaillée en 2018 est la suivante : 
terres arables (56,1 %), prairies (29,1 %), zones agricoles hétérogènes (11,8 %), forêts (3,1 %). L'évolution de l’occupation des sols de la commune et de ses infrastructures peut être observée sur les différentes représentations cartographiques du territoire : la carte de Cassini (XVIIIe siècle), la carte d'état-major (1820-1866) et les cartes ou photos aériennes de l'IGN pour la période actuelle (1950 à aujourd'hui).

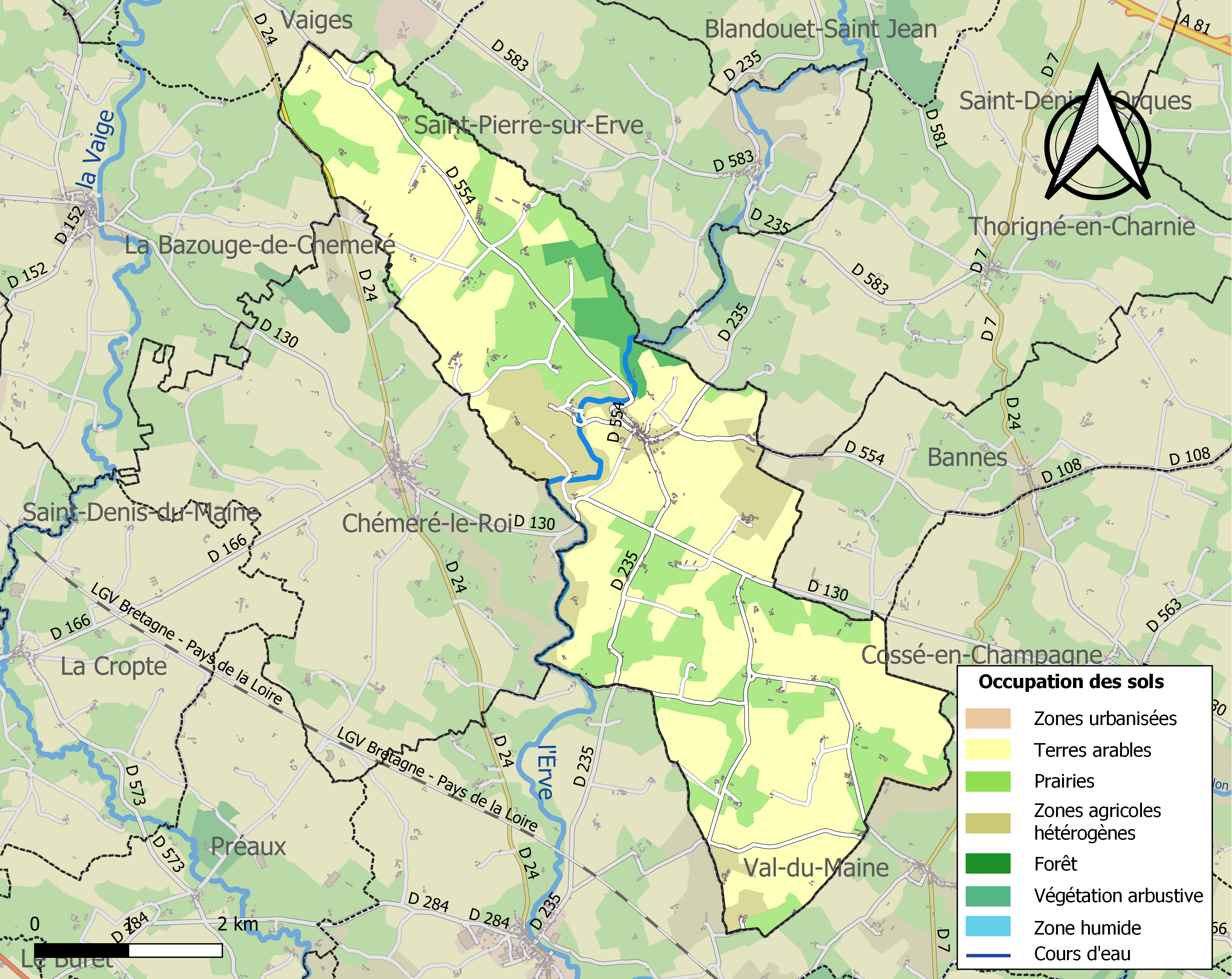
Carte des infrastructures et de l'occupation des sols de la commune en 2018 (CLC).

## Toponymie
Le nom de la localité est attesté sous la forme latinisée Salicam au IXe siècle.
Il peut s'agir d'un type toponymique gaulois (celtique) *Salica(s). Il repose sur le terme gaulois salico-, « saule », dont on ne connaît pas le nominatif, peut-être *saliks, avec passage probable au féminin à *salicā comme de nombreux noms d'arbres.
Le mot se perpétue en celtique moderne par exemple dans l'irlandais au nominatif sail, au génitif sailech ou dans le breton halek (s étant passé à h en brittonique).
Cependant, il existe une explication alternative par le bas latin *Salica(s) qui désigne un établissement de Francs saliens (cf. loi salique), avec la même suffixation en -ica qu’Alamanica, Allemanica par exemple qui se réfère à un établissement d’Alamans, d'où Allemanche (Marne, Alemanche vers 1229) ou encore Allemance, hameau de Chamalières-sur-Loire (Loire).
L’évolution phonétique de *Salica(s) à Sau(l)ges est régulière en langue d’oïl (les mots latins comme fabrica ou *granica ont respectivement abouti à forge et à grange), elle a donné Saugues en langue d'oc.
Il existait un autre Salica chez les Cénomans, mais de localisation incertaine et la rivière Salica dans le Harz en Allemagne est devenue Selke en allemand. Le terme gaulois salico- est un proche parent du latin salix, salicis qui a abouti à l'ancien français saus, sausse, « saule », d'où les nombreux toponymes Saussay, Saussaye, Saussaie « saulaie ». Il est également apparenté au francique *salha (vieux haut-allemand salaha) qui a donné le mot saule en français.

## Histoire
La vie fut vraisemblablement abondante à Saulges au Paléolithique supérieur (environ –45000 à –10000). La richesse des traces de l'habitat des grottes connu et exploré depuis le XIXe siècle, restes animaux et humains, art pictural, fait de ce site paléolithique un lieu d'étude majeur de dimension nationale; une partie des découvertes est exposée au musée de Préhistoire sur place.
Depuis cette époque, la vie n’a jamais quitté la vallée de l’Erve. Si l’on ne sait exactement ce qu’il a pu se passer entre cette dernière période et le début de l’époque gauloise, on est à peu près sûr de l’implantation d’une agglomération gallo-romaine vers l’an 150 av. J.-C. Le plateau de la cité dominait alors le site des grottes. Bien que ce site n’ait jamais été exploité archéologiquement, il pourrait être la capitale des Arviens : Vagoritum. La position de cette cité fait l'objet de polémique surtout à la fin du XIXe siècle,.
D’après certaine chronique du XVIIIe et XIXe siècles, il aurait été trouvé quelques artéfacts, notamment une paire de statuette en bronze et de nombreuses pièces de monnaie. Cette cité était idéalement située sur l’axe Cenomani (Le Mans) - Riedones (Rennes), mais on ne sait quelle en fut son importance. Si l’on se base sur un plan de 1761, de nombreux vestiges étaient encore présents. Aujourd’hui envahi par la végétation, ce site reste confidentiel et méconnu sans exploration récente (p. 98).
La présence d’une importante nécropole mérovingienne à l’emplacement du bourg actuel, attesterait de la continuité de la vie sur les rives de l’Erve. Les inhumations les plus anciennes remonteraient au Ve siècle, on ne dénombre pas moins de 59 sarcophages et plusieurs centaines d’inhumation de cette époque. Selon les études anthropologiques faites après les découvertes de 1958, les corps ne correspondent pas au type d’homme autochtone, mais davantage au type germanique (stature et corpulence plus élevées.
C’est vers l’an 650 que l’ermite Céneré, qui quitta Rome pour la Gaule qu’il traversa jusqu'au lieu qui s'appelait autrefois Salvia, où il se fixa.
Céneré s’applique à la plus grande sagesse. La renommée de sa bonté s’accroît dans le peuple et une foule de gens afflue vers lui. Ainsi se développe la communauté chrétienne de Saulges et la construction par la suite de l’antique église Saint-Pierre. Céneré meurt le 21 juillet 680 à la suite d’une maladie. Son corps a été inhumé dans l'ancienne église de Saulges.

## Politique et administration

### Liste des seigneurs de Saulges
La seigneurie de Saulges fut acquise en 1556, par Jean de Thévalle, le dernier et le plus célèbre de ce nom, qui réunit ce nouveau domaine à sa terre de Thévalle, dont le château féodal s'élève tout près de là, au-dessus du cours de l’Erve. Il laissa pour unique héritière Jacqueline de Thévalle, dont, il fallut, à l’époque de son mariage (1597) avec Charles de Maillé-Brezé, prouver par témoignage la légitimité, car les registres paroissiaux de Chémeré-le-Roi avaient été brûlés par les bandes de huguenots anglais qui avaient dévasté le pays en 1592.
Urbain de Maillé-Brézé, marquis de Brézé, issu de ce mariage, devint, par ses mérites personnels et surtout par la protection du cardinal de Richelieu, dont il avait épousé la sœur, maréchal de France et chevalier des ordres du roi.

Armes de la maison de Condé à partir de 1588.

Quand Claire-Clémence de Maillé-Brézé, fille du maréchal, eut atteint l’âge de treize ans, en 1641, le cardinal-ministre l'imposa comme épouse à Louis II de Bourbon-Condé, qui, deux ans plus tard, était le vainqueur de Rocroi, et qui, par une série de victoires, est devenu dans l’histoire le Grand Condé. Par son mariage avec Claire-Clémence de Maillé, le futur héros était devenu seigneur de Thévalle, seigneur de Saulges et patron temporel de cette église. Ce domaine était bien peu de chose dans l'immense fortune d'un prince du sang. Condé y fit cependant, dans plusieurs circonstances, acte de maître et seigneur, non en personne, mais par procureur. Puis, au temps où exilé pour ses multiples révoltes contre Mazarin et la cour, il voyait tous ses biens saisis, la terre de Thévalle et celle de Saulges, son annexe, l'étaient elles aussi. Mais le prince rentra en grâce à la cour, rentra dans la jouissance de ses biens confisqués et fut depuis, jusqu'à sa mort, seigneur de Thévalle et de Saulges.
Henri Jules de Bourbon-Condé, fils du grand Condé, était seigneur de Saulges ; il était lui aussi grand maître de France.

## Démographie
L'évolution du nombre d'habitants est connue à travers les recensements de la population effectués dans la commune depuis 1793. Pour les communes de moins de 10 000 habitants, une enquête de recensement portant sur toute la population est réalisée tous les cinq ans, les populations de référence des années intermédiaires étant quant à elles estimées par interpolation ou extrapolation. Pour la commune, le premier recensement exhaustif entrant dans le cadre du nouveau dispositif a été réalisé en 2005.

En 2022, la commune comptait 328 habitants, en évolution de +4,79 % par rapport à 2016 (Mayenne : −0,73 %, France hors Mayotte : +2,11 %).
| 1793 | 1800 | 1806 | 1821 | 1831 | 1836 | 1841 | 1846 | 1851 |
| ---- | ---- | ---- | ---- | ---- | ---- | ---- | ---- | ---- |
| 800  | 810  | 777  | 802  | 822  | 835  | 895  | 890  | 911  |

| 1856 | 1861 | 1866 | 1872 | 1876 | 1881 | 1886 | 1891 | 1896 |
| ---- | ---- | ---- | ---- | ---- | ---- | ---- | ---- | ---- |
| 872  | 836  | 825  | 795  | 740  | 680  | 689  | 693  | 694  |

| 1901 | 1906 | 1911 | 1921 | 1926 | 1931 | 1936 | 1946 | 1954 |
| ---- | ---- | ---- | ---- | ---- | ---- | ---- | ---- | ---- |
| 647  | 692  | 644  | 607  | 612  | 600  | 607  | 576  | 553  |

| 1962 | 1968 | 1975 | 1982 | 1990 | 1999 | 2005 | 2006 | 2010 |
| ---- | ---- | ---- | ---- | ---- | ---- | ---- | ---- | ---- |
| 521  | 487  | 401  | 348  | 333  | 334  | 328  | 341  | 303  |

| 2015 | 2020 | 2022 | - | - | - | - | - | - |
| ---- | ---- | ---- | - | - | - | - | - | - |
| 312  | 316  | 328  | - | - | - | - | - | - |

## Culture locale et patrimoine
- Petite cité de caractère, Saulges appartient au Pays d'art et d'histoire Coëvrons-Mayenne.
- Ancien four à chaux (1834) restauré en 2007.
- Ancien lavoir.
- Château de Soulgé.

### Le canyon et les grottes

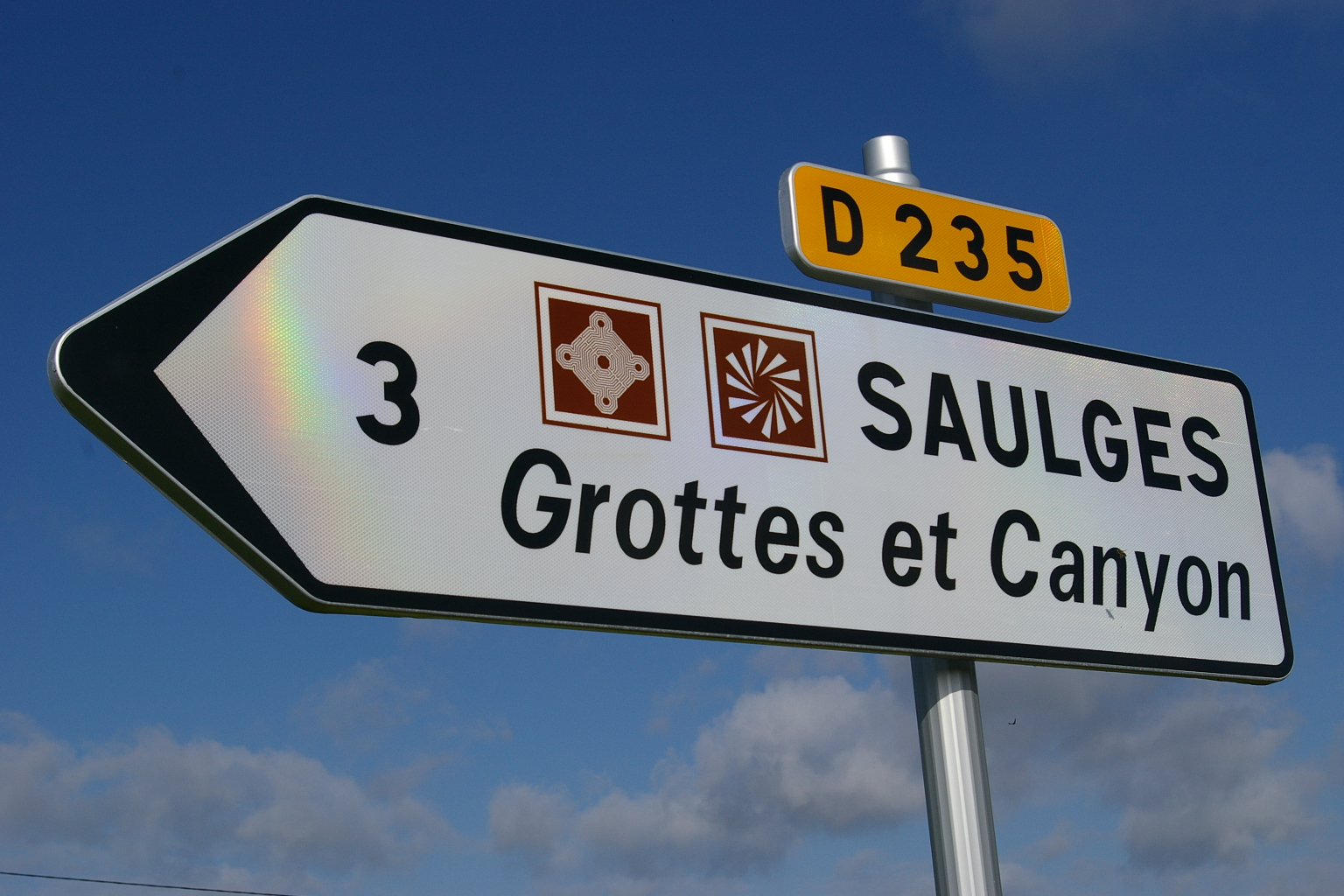
Panneau routier.

Le site de Saulges, classé Natura 2000, est réputé pour ses grottes préhistoriques et son patrimoine naturel concentré dans le canyon de Saulges, sur la rivière l'Erve.
La formation calcaire de Saulges est exceptionnelle dans le Massif armoricain par ses formes d'érosions souterraines et superficielles de type karstique, donnant en particulier un réseau de grottes : les grottes de Saulges (situées sur les territoires des communes de Saint-Pierre-sur-Erve et Thorigné-en-Charnie).
La roche s'est constituée dans une mer peu profonde au Carbonifère (340 millions d'années). Puis, prise dans le plissement hercynien, elle a émergé. Longtemps après, il y a 1,8 million d'années, l'Erve a creusé une vallée aux flancs abrupts, sorte de canyon. En agrandissant des fissures, l'eau a creusé latéralement un réseau souterrain. Vingt entrées de grottes sont recensées.
Des aménagements encouragés par le département ont permis la réintroduction d'aurochs. Un musée, un gîte géré par la municipalité, des aires de pique-nique favorisent la fréquentation de ce site apprécié dès les beaux jours avec circuits de randonnées, pêche et escalade. Les falaises sont équipées pour cette pratique et en font le plus grand site d'escalade en milieu naturel du grand ouest avec cent soixante dix voies en accès libre classées du 3b au 7a selon la cotation en usage en France. Entretenues par le comité départemental 53 de la FFME, celui-ci y organise tous les ans en juin la fête de l'escalade ouverte aux licenciés, famille ou amis.

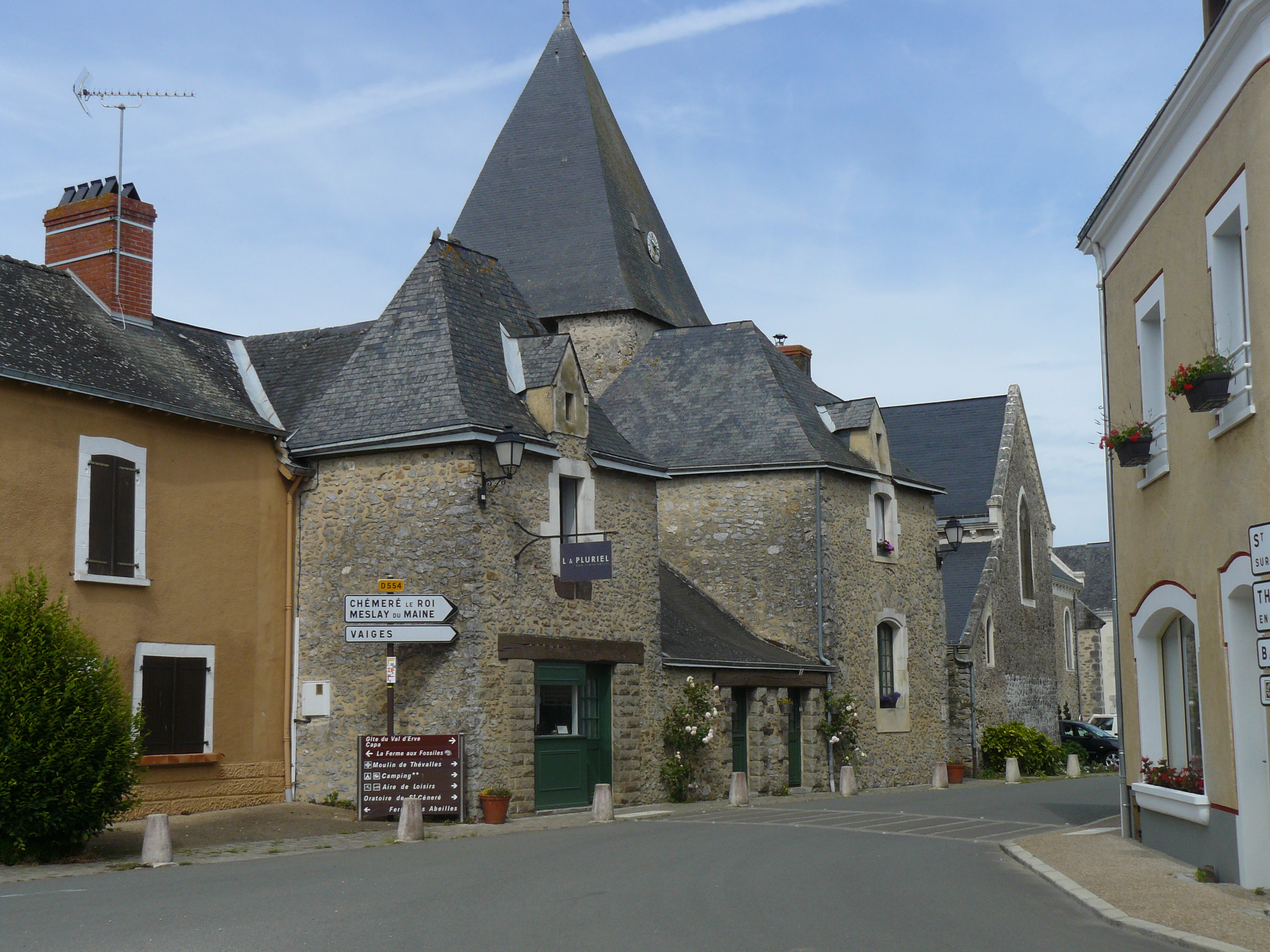
Le Vieux Logis, maison la plus emblématique de Saulges.
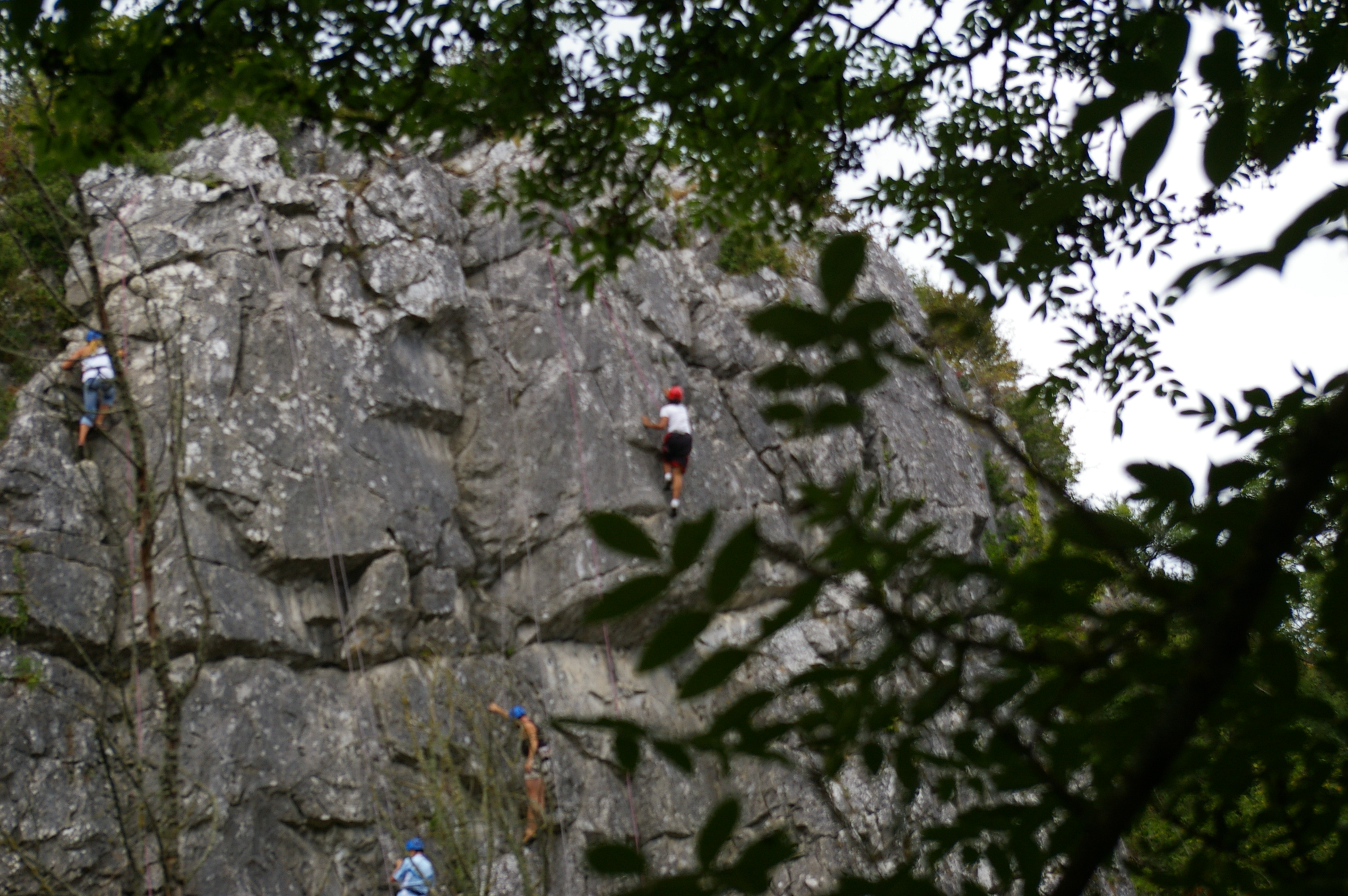
Escalade au canyon de Saulges.
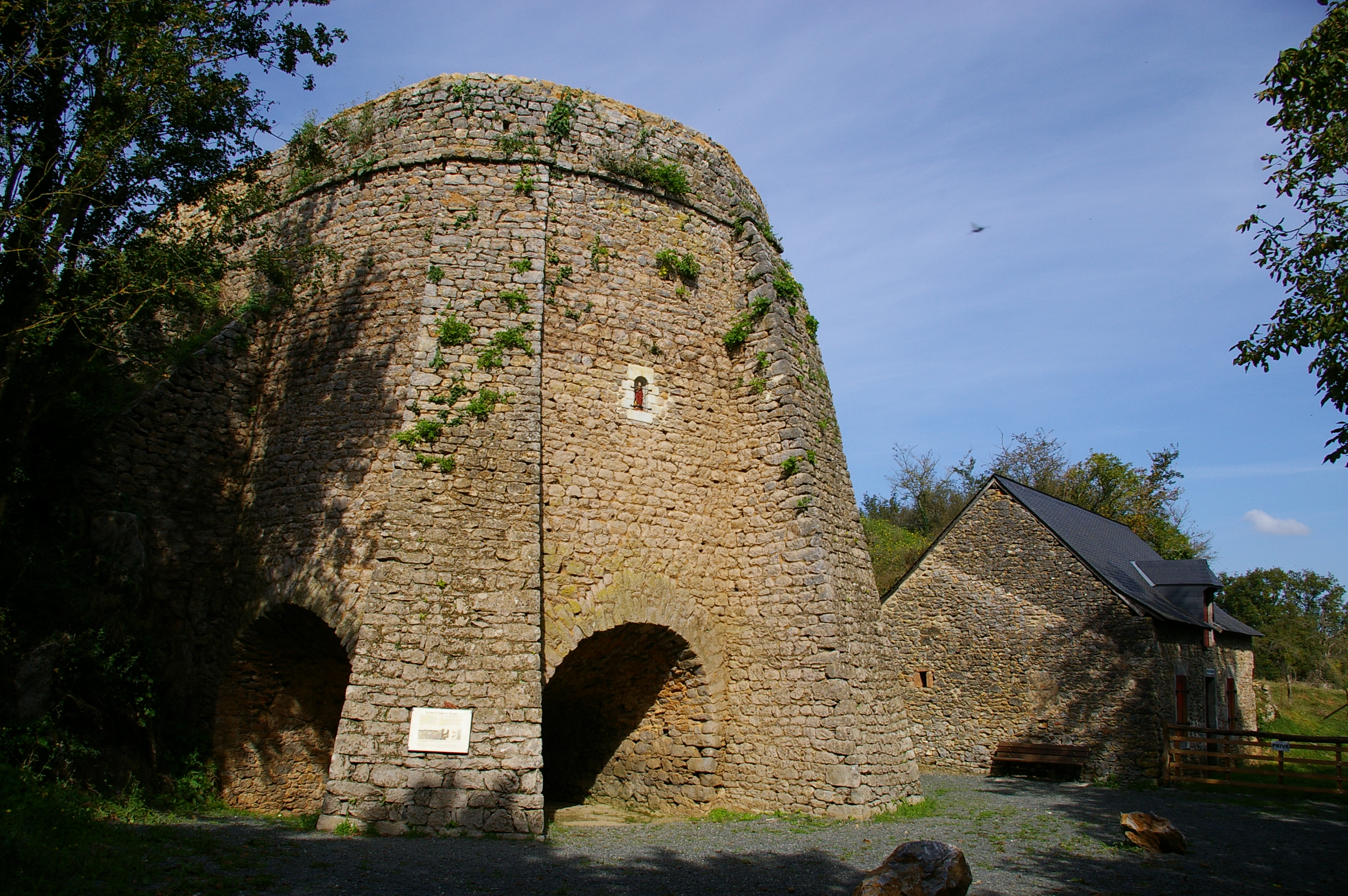
Four à chaux de Saulges.

### Les églises
La bourg de Saulges abrite aussi deux édifices religieux remarquables, l'église mérovingienne Saint-Pierre et l'église romane Notre-Dame, et un ermitage, fondé par saint Cénéré de Saulges.

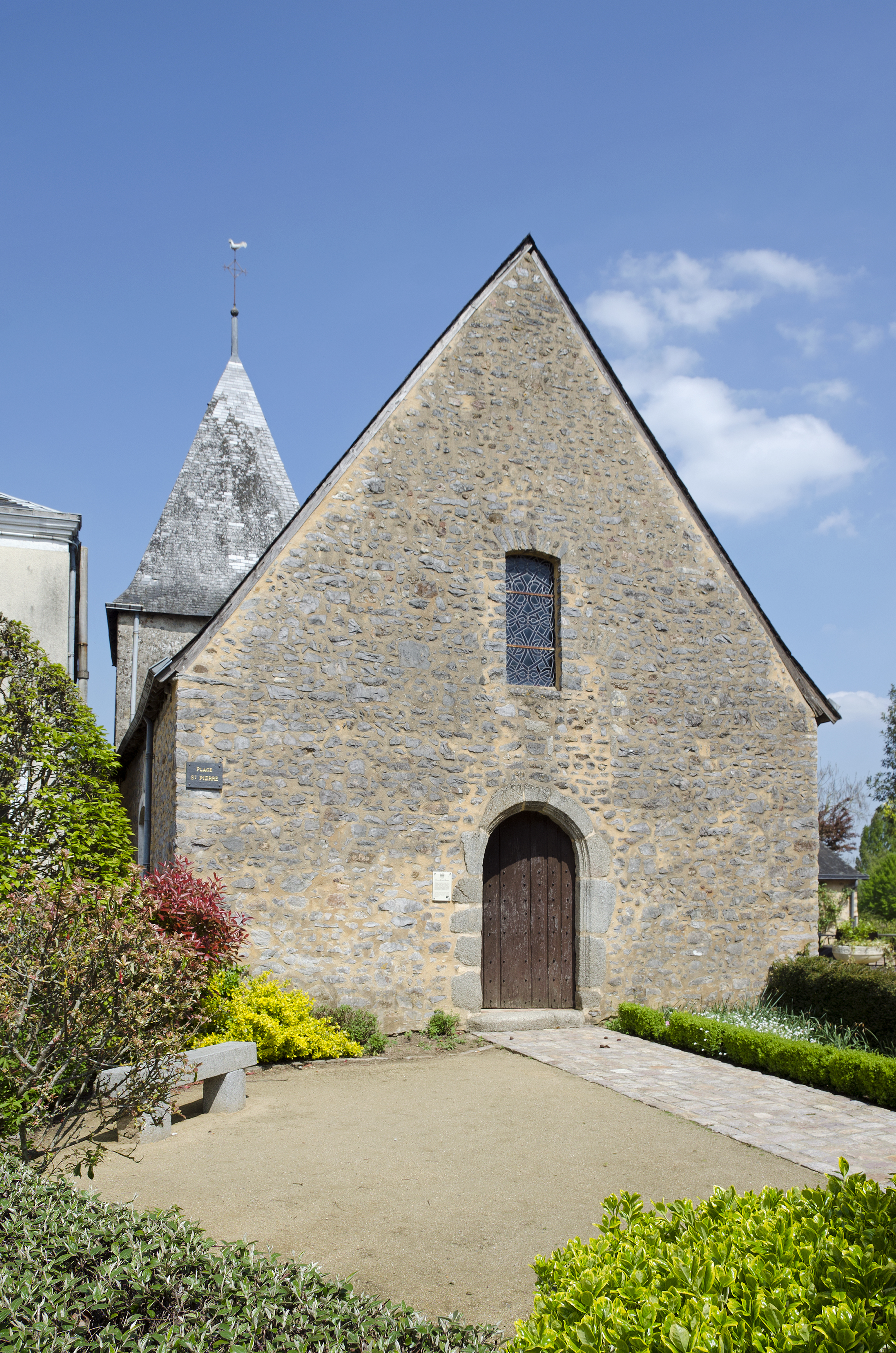
L'église mérovingienne Saint-Pierre.
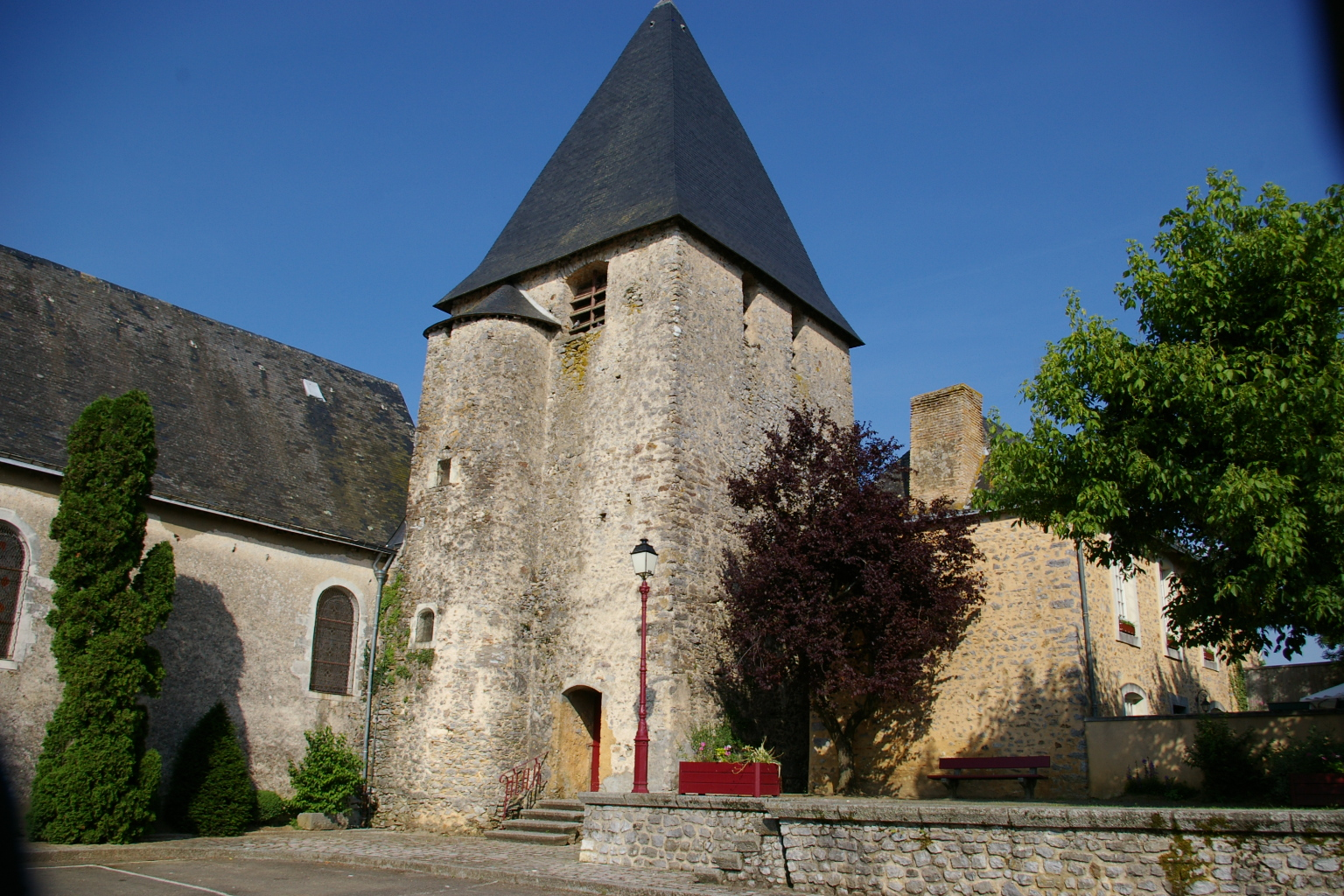
L'église Notre-Dame.
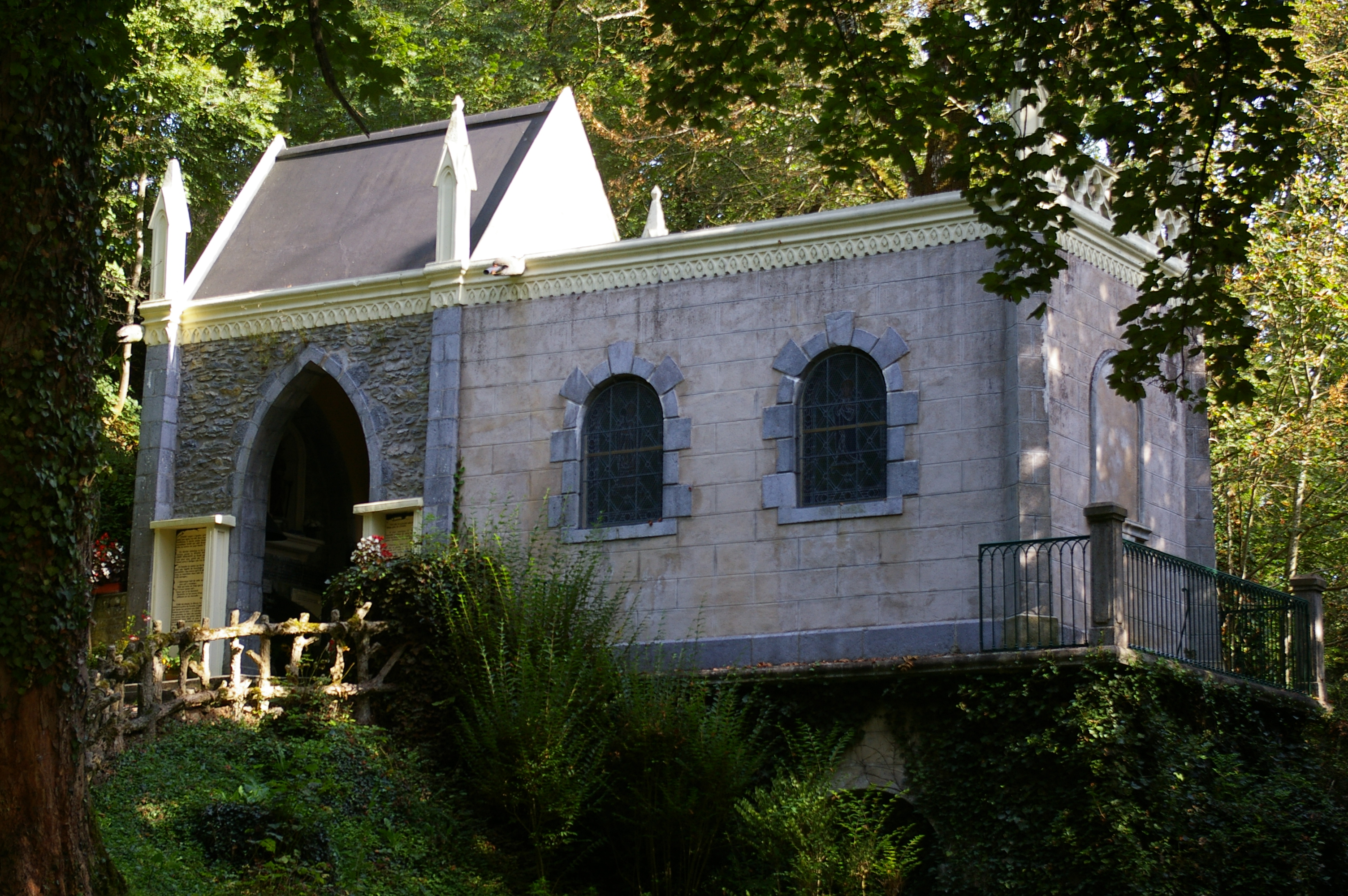
L'oratoire surmontant la source de l'ermitage.

#### L'église Saint-Pierre, église mérovingienne
- L'église Saint-Pierre est l'ancienne église paroissiale de Saulges, elle est probablement la plus ancienne du département. Véritable témoin d'une époque lointaine, elle a été construite au VIIIe siècle selon un plan en croix grecque. Seule une partie de la nef d'origine est conservée. La chapelle sud est dédiée à saint Céneré. Construite et peinte au XVIe siècle à l'emplacement du bras sud du transept pré-roman, elle constitue une grande partie de la nef actuelle. L’intérieur renferme une impressionnante collection de statues et de tableaux allant du XVe siècle au XIXe siècle.

#### L'église Notre-Dame
L'église de Saulges est mentionnée pour la première fois dans les textes en 1060 : Guy de Saulges qui la détenait (ainsi que l'église Saint-Pierre) « en fit l'abandon partiel puis total aux moines de la Couture au Mans, à condition qu'ils y missent un prêtre. Il leur assigna un terrain au Plessis pour y bâtir leur demeure, et réclama pour lui la faveur d'être enterré à l'abbaye, et le droit pour un pauvre d'une ration de pain et de vin. » (Alphonse-Victor Angot).
La nef conserve les baies romanes en plein cintre d'origine ; obstruées, leur tracé est visible à l'extérieur. La croisée du transept et la tour élevée au XIe siècle illustrent également la période romane. La tour, considérée comme la partie la plus authentique de l'édifice, est voûtée en berceau et coiffée d'un toit pyramidal. Elle est flanquée à l'ouest d'une tourelle d'escalier. Au XIVe siècle, la nef et le chœur sont transformés : le chœur est éclairé par une baie en arc brisé à deux compartiments ajourés d'un quatre-feuilles. Les chapelles nord et sud ont été ajoutées à l'occasion d'importants travaux à partir de 1848.
Statue de la Trinité (croisée du transept) : cette œuvre du XVe siècle représente Dieu le Père qui tient dans ses mains le Christ en Croix. De la bouche du Père sort le Saint-Esprit symbolisé par une colombe qui se dirige vers la tête du Fils. « Cette vision "hiérarchique" a été totalement remise en cause par le concile de Trente (1542-1563), et remplacée par une représentation "horizontale" des trois personnages divins. »
Le retable du Christ au calvaire (transept sud) a été réalisé en 1401 à la demande de Foulques du Rocher, seigneur de Valtrot, pour manifester la piété de son père Robin et la sienne. Le panneau représente le Christ au calvaire : Marie et saint Jean se trouvent de part et d'autre de la Croix. Saint Julien, qui a évangélisé le Maine, présente le groupe des hommes de la famille des seigneurs de Valtrot à la Vierge, tandis que saint Gilles s'avance vers saint Jean à la tête du groupe des femmes.
Le retable (chœur) date de 1689. Exécuté par Michel II Lemesle sur un dessin de François Langlois, il est consacré à l'Assomption de la Vierge. On remarque son étroitesse, due à l'exiguïté du chœur.
La statue de saint Louis, portant la couronne d'épines et les clous de la passion, figurée sous les traits du Grand Condé, située dans la niche du retable. Il s'agit d'une statue représentant un homme de guerre, à la riche parure, à la cuirasse travaillée avec finesse et au manteau fleurdelisé. Quel était ce saint, placé là depuis 1692 ?… On l'ignora longtemps.
En 1898 seulement, un érudit, l'abbé Angot, établit que le personnage en question n’avait rien de saint. C'était… Louis de Bourbon, le grand Condé, que son mariage en 1641 avec Claire-Clémence de Maillé-Brézé, nièce du cardinal de Richelieu avait fait seigneur de Saulges. Le curé de Saulges était, en 1692, André Chériotty, qui, par flatterie pour le prince, avait fait placer la statue en pied de son puissant protecteur… six années après la mort de celui-ci… Pendant son administration, il eut l'occasion de faire reconstruire le maître-autel de son église. C'était en 1690. Il s'adressa, pour cela, à un architecte de Laval, François Langlois, qui, en deux ans, exécuta ce travail. Le travail des sieurs Langlois et Lemesle, est daté du chiffre 1692, aux pieds mêmes de la statue, tandis qu'au-dessus de sa tête est l’un des écussons dont la gravure avait été demandée au sculpteur. Cet écusson est double : à dextre, de Bourbon, c'est-à-dire de France avec le bâton en bande ; à senestre, de Thévalle, d'argent à trois annelets de sable. Ainsi, dès 1692, une statue en pied, de grandeur presque naturelle, était placée sur un autel, dans cette petite église de campagne, alors que le héros qu’elle représente n'avait dans sa famille, pour conserver ses traits, qu'un buste modelé après sa mort...

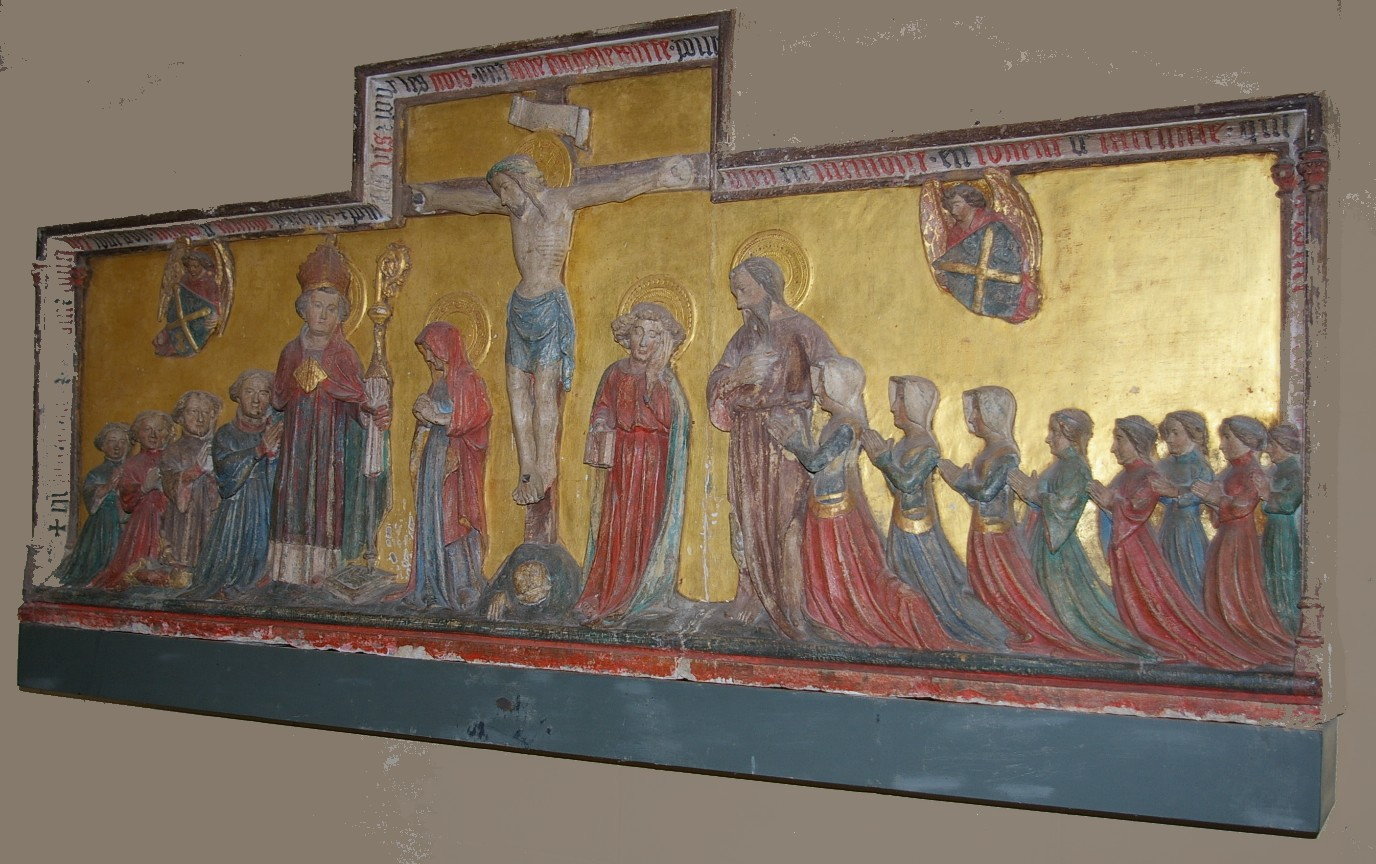
Le retable du Christ au calvaire.
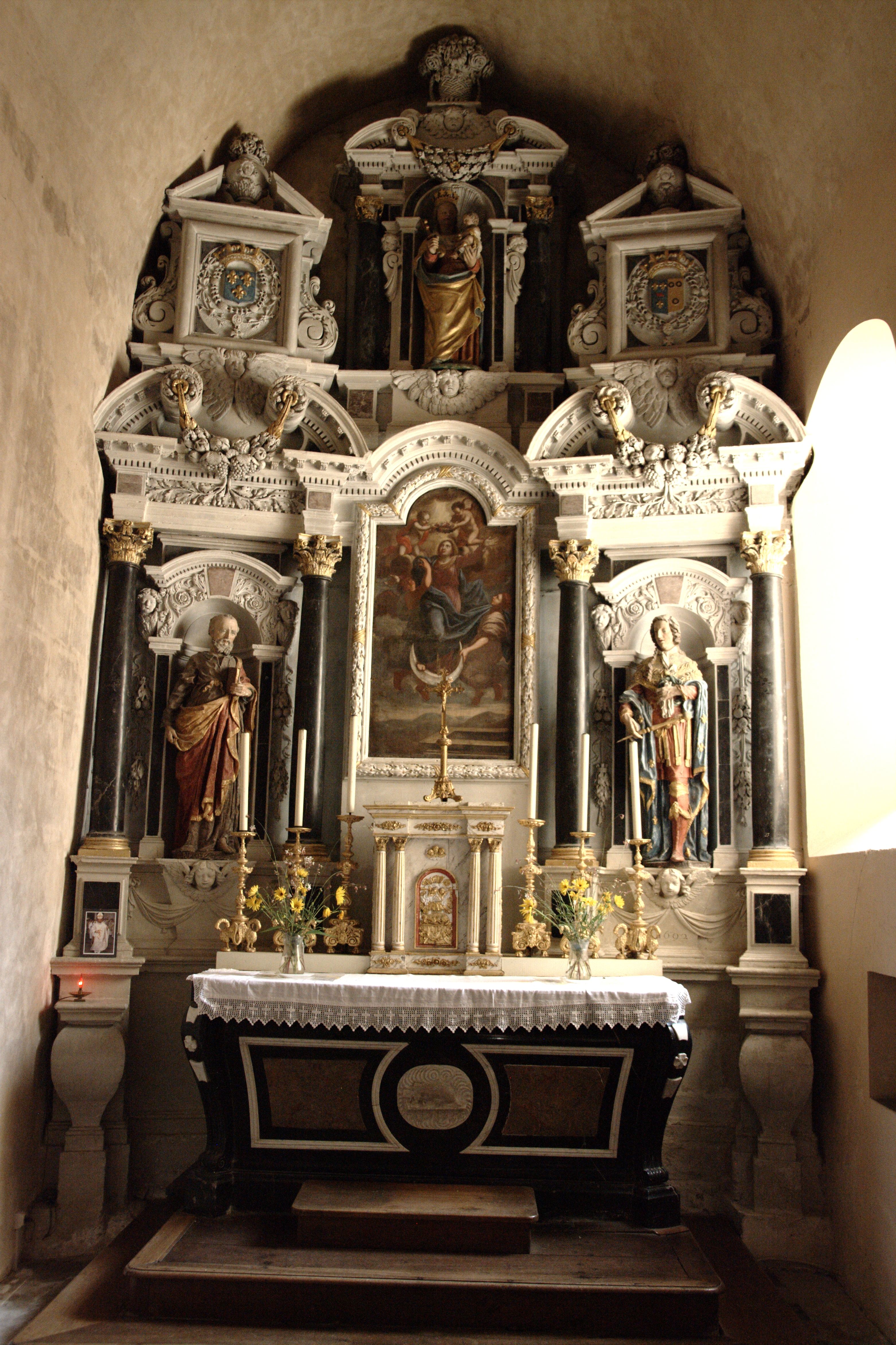
Le retable (chœur).
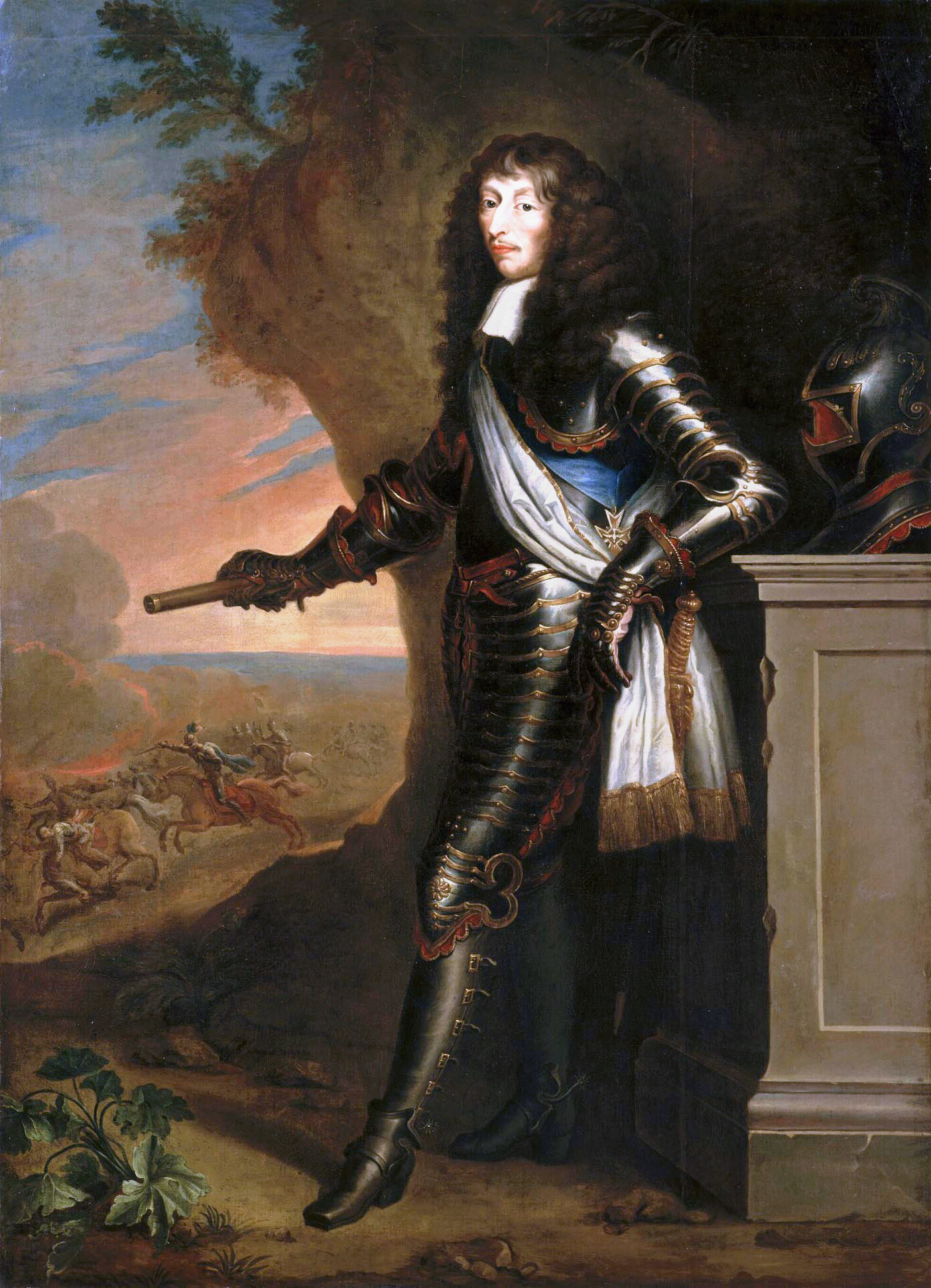
Louis II de Bourbon, prince de Condé, par Joost van Egmon.t
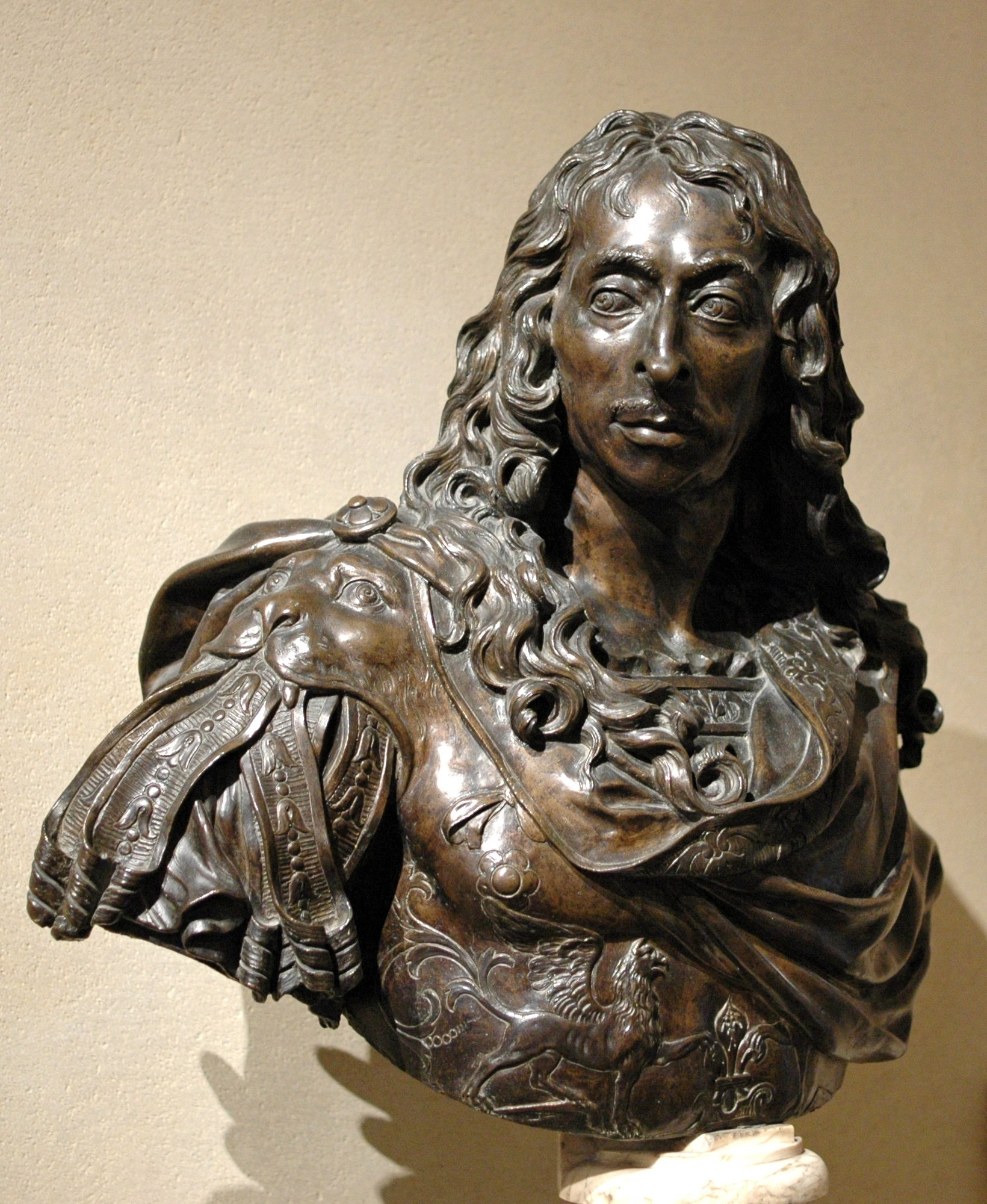
Grand Condé du sculpteur français Antoine Coysevox en 1688 au musée du Louvre.

Aux XVIIe et XVIIIe siècles, la ville de Laval a été un centre de création de retables très important, au point de donner naissance à une véritable école : les retabliers lavallois ont diffusé leur art dans tout l'Ouest de la France.

#### L'oratoire de Saint-Céneré

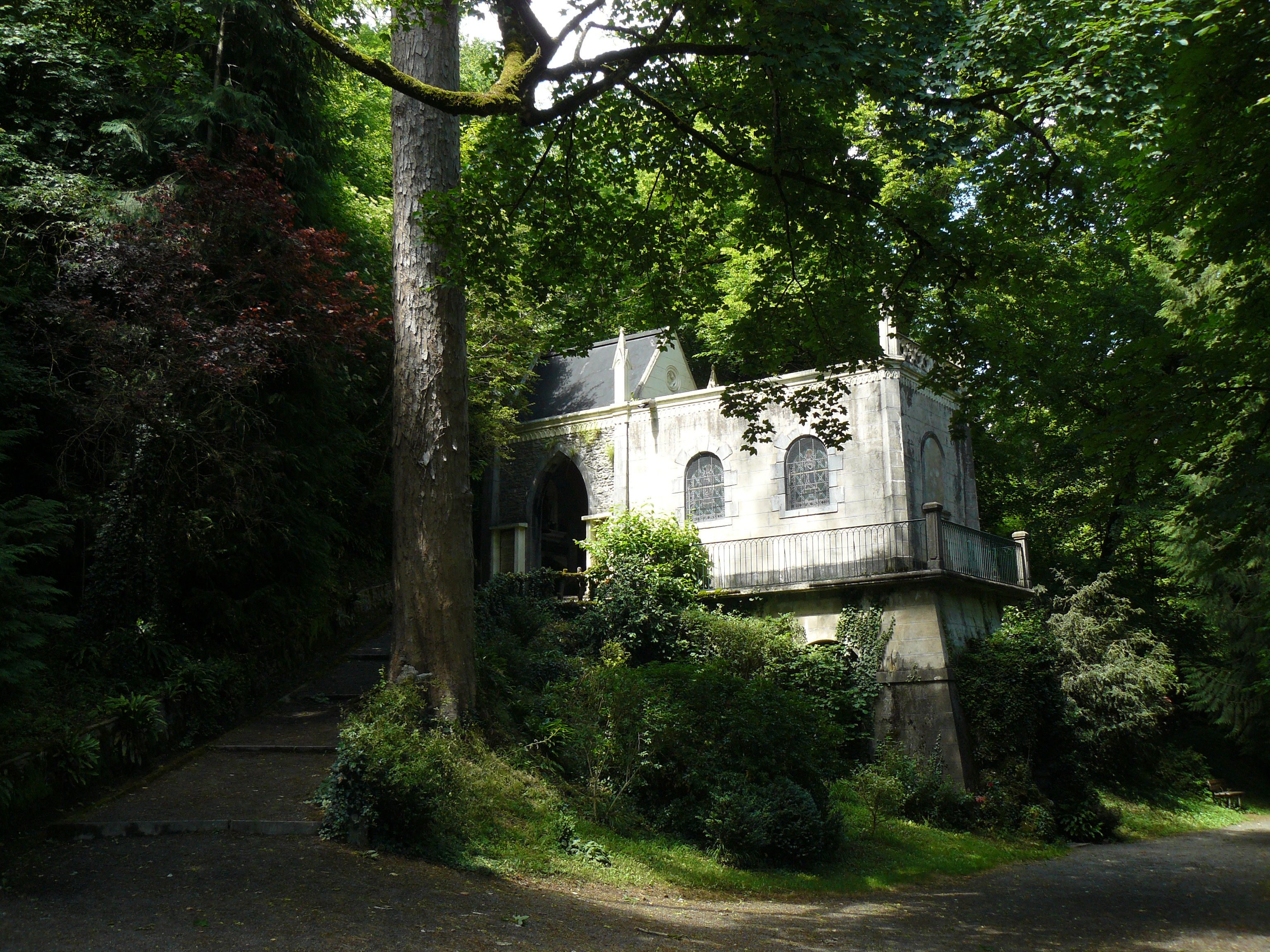
L'ermitage de Saint-Cénéré au bord de l'Erve.

Cet oratoire principalement édifié entre 1849 et 1933 surmonte la source de l'ermitage, objet de vénération et de pèlerinage,.

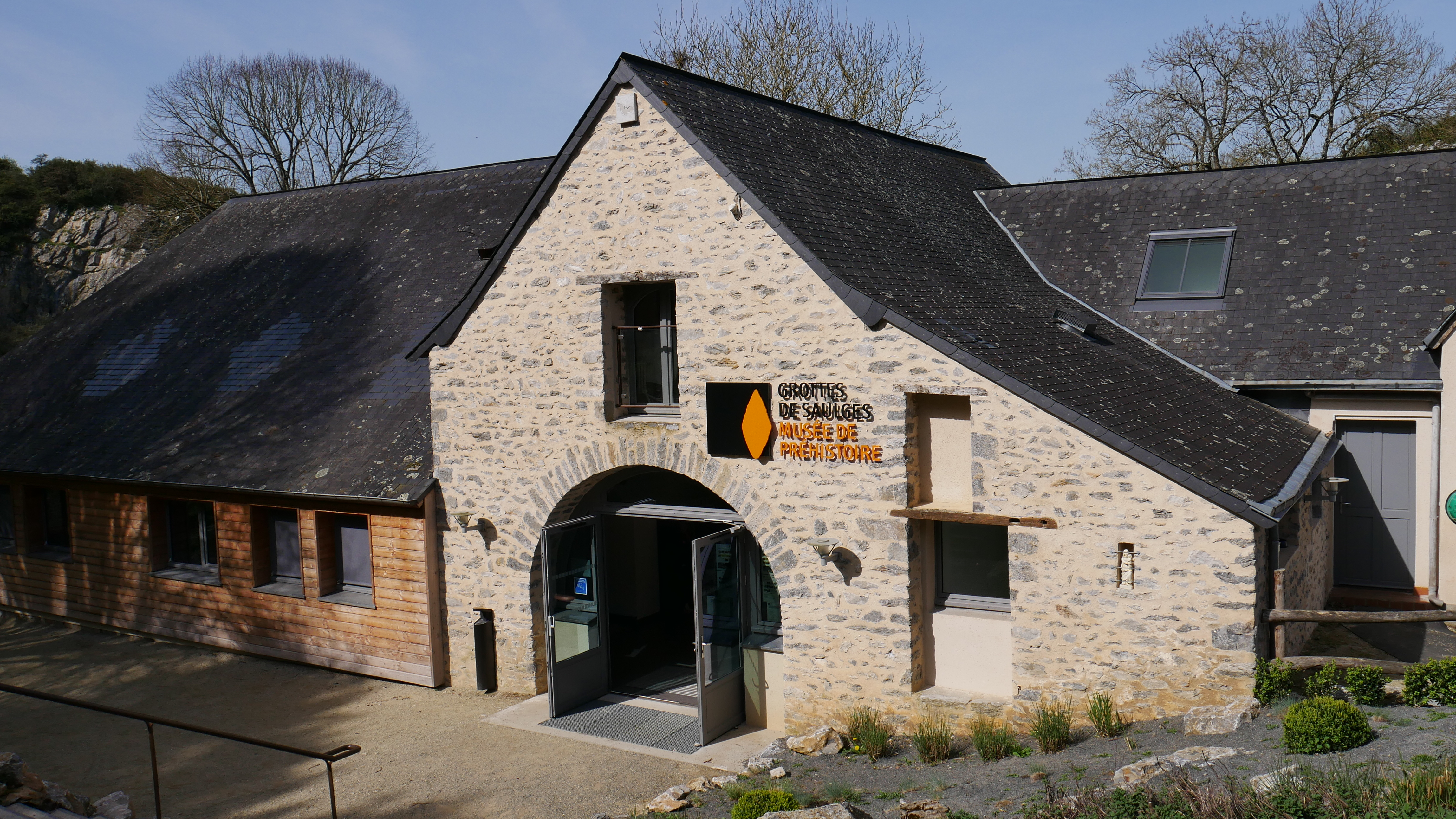
Le musée de préhistoire.

### Patrimoine culturel
Outre les grottes qui se visitent et dont l’intérêt scientifique géologique et historique est détaillé plus haut, le musée de préhistoire est ouvert depuis mars 2017 dans la vallée de l'Erve près des grottes.

### Patrimoine naturel
- La commune avait le label village fleuri (trois fleurs) au concours des villes et villages fleuris en 2014[35] mais l'a perdu depuis[36].
- La commune est concernée par le classement site Natura 2000 de la vallée de l'Erve en aval de Saint-Pierre-sur-Erve sous le numéro FR5200639[37]

### Personnalités liées à la commune
- Céneré de Saulges (vers 600-680), saint ermite vénéré à l'oratoire de Saint-Céneré (fêtes le 7 mai et le 21 juillet, pèlerinage mi-août).
- Mérolle (VIIIe siècle), chorévêque de Saulges puis évêque du Mans. La présence d'un chorévêque à cette époque est le signe des liens distants entre ces foyers d'évangélisation ruraux et l'évêché urbain[38].
- Louis Gruau (mort en 1633 à Saulges), curé et chasseur de loups.
- Louis Bigot (1805 à Saulges-1883), industriel et homme politique.

## À voir aussi